# نيكاربيشوفسهايم
نكابيشفزهايم (بالألمانية: Neckarbischofsheim) هي مدينة وبلدة ألمانية تقع في ألمانيا في منطقة راين نيكار ‏. يقدر عدد سكانها بـ 3,922 نسمة .

## أعلام
- كارل ماير
- لويس ماير